# Diocèse d'Agde
Le diocèse d'Agde (en latin : Dioecesis Agathensis) est un ancien diocèse de l'Église catholique en France.

## Histoire
Le diocèse est créé au IVe siècle par démembrement de celui de Nîmes. Son premier évêque connu, Sophrone, est cité lors du concile d'Agde de 506. Le diocèse est suffragant de l'archidiocèse de Narbonne. Il est supprimé par la Constitution civile du clergé. Il n'est pas rétabli par le Concordat de 1801 :  le 29 novembre 1801, son territoire est incorporé au diocèse de Montpellier. Depuis le 16 juin 1877, le titre d'évêque d'Agde est relevé par celui de Montpellier.

## Sources et références

### Sources
- (en) Diocese of Agde sur www.catholic-hierarchy.org (consulté le 23 janvier 2013)
- (en) Diocese of Agde sur www.gcatholic.org (consulté le 23 janvier 2013)